# سیمکینو
سیمکینو (انگلیسی: Simkino) یک شهرک در شهرستان بیرسکی باشقیرستان کشور روسیه است.